# FedNow
FedNow – system natychmiastowych płatności zbudowany i operowany przez Fed (bank centralny USA) przeznaczony dla banków i instytucji finansowych. Dzięki systemowi osoby prywatne i przedsiębiorstwa będą mogły wysyłać i otrzymywać płatności w czasie rzeczywistym 24 godziny na dobę w każdym dniu tygodnia poprzez dedykowane aplikacje bankowe. System został uruchomiony 20 lipca 2023 roku.
Rekomendacja zbudowania została wydana przez Departament Skarbu Stanów Zjednoczonych w 2017 roku na wniosek Faster Payment Task Force (stowarzyszenia zrzeszającego między innymi banki). W 2018 roku Fed opublikował dokument RFC, w 2019 opublikowano decyzję o budowie systemu, a w 2020 jego projekt.
Głównym powodem budowy systemu jest dążenia do zapewnienia natychmiastowego przetwarzania płatności. Inne systemy międzybankowe Fed nie są przystosowane do tego, by zapewniać natychmiastową realizację płatności i nie działają 24 godziny na dobę, 7 dni w tygodniu, 365 dni w roku. W przypadku starych systemów przetwarzania płatności międzybankowych odbiorca musi czekać 1 dzień, zanim wysłane pieniądze pojawią się na jego koncie. Stare systemy nie działają w weekendy, dni wolne od święta i są wyłączane w niektóre dni w celu dokonania aktualizacji.
FedNow nie zastępuje gotówki, nie umożliwia Fed dostępu do kont bankowych użytkowników. System nie jest bezpośrednio udostępniany użytkownikom końcowym, reguluje rozliczenia międzybankowe. Użytkownicy uzyskują dostęp do niego w ramach usług oferowanych przez instytucje finansowe (np. banki).